# Elhaida Dani
Elhaida Dani (født 17. februar 1993) er en albansk sangerinde, der skal repræsentere Albanien ved Eurovision Song Contest 2015 med nummeret "I'm Alive".

## Biografi
Elhaida Dani opnåede berømmelse igennem den albanske musikfestival Kënga Magjike i 2008 samt talentprogrammet Star Akademi, som hun vandt i 2009.
Dani vandt den 28. december 2014 den albanske forhåndsudvælgelse Festivali i Këngës med nummeret "Diell", og dermed retten til at repræsentere Albanien i Eurovision Song Contest 2015 i Wien med dette nummer. Den 24. februar meddelte hun imidlertid, at sangskriveren til nummeret havde trukket det tilbage, og at en ny sang, "I'm Alive" var blevet udvalgt i stedet.